# Cary Grant
Cary Grant, ursprungligen Archibald Alexander Leach, född 18 januari 1904 i Bristol i Storbritannien, död 29 november 1986 i Davenport, Iowa, var en brittisk-amerikansk skådespelare. Grant etablerade sig som ett namn inom vaudeville på 1920-talet och turnerade runt i USA innan han flyttade till Hollywood i början av 1930-talet. Han inledde sin karriär i Hollywood under det tidiga 1930-talet och blev känd för sin transatlantiska accent, älskvärda uppförande, obekymrade förhållningssätt till skådespeleri samt sin känsla för komisk tajming. 
Inledningsvis medverkade Grant i kriminalfilmer eller dramer, däribland Blonda Venus (1932) och Lady Lou (1933), men kom senare att bli berömd för sina framträdanden i romantiska komedier och screwballkomedifilmer som Min fru har en fästman (1937), Ingen fara på taket (1938), Det ligger i blodet (1940) och En skön historia (1940). Tillsammans med de senare Arsenik och gamla spetsar (1944) och Jag var en manlig krigsbrud (1949), vilka alla räknas som klassiska komedifilmer. Inte sällan regisserad av Howard Hawks, och tillsammans tog de screwballkomedigenren till nya höjder.
Efter att ha etablerat sig som stor Hollywoodstjärna nominerades Grant två gånger till en Oscar för bästa manliga huvudroll, för Första gången jag såg dej... (1941) och Blott den som längtan känt... (1944). Under 1940- och 1950-talet inledde Grant ytterligare ett samarbete, denna gång med regissören Alfred Hitchcock, där han kom att medverka i filmer som Illdåd planeras? (1941), Notorious! (1946), Ta fast tjuven (1955) och I sista minuten (1959). Mot slutet av sin filmkarriär blev Grant hyllad av kritiker och mottog fem nomineringar till utmärkelsen Golden Globe Award för bästa manliga huvudroll, däribland för Indiskret (1958) med Ingrid Bergman, Älskling, jag ger mig (1962) med Doris Day och Charade (1963) med Audrey Hepburn.
Cary Grant var känd för sin ovanligt breda dragningskraft, som en älskvärd skådespelare som inte tog sig på för stort allvar samt hade förmågan att leka med sin egen värdighet i komedier, utan att för den skull helt offra den. Grant utnämndes av AFI till den näst största manliga filmstjärnan från Hollywoods klassiska era.

## Biografi

### Uppväxt och liv före filmkarriären
Han växte upp under knappa förhållanden i en förort till Bristol. 13 år gammal rymde han hemifrån och slöt sig till en kringresande akrobattrupp, där han uppträdde som akrobat och jonglör samt gick på styltor. Via turnerande kom han 1920, som 16-åring, till USA, där han fick arbete som badvakt på Coney Island.
1923 återvände han till England där han började uppträda i musikaliska komedier. Han upptäcktes av Arthur Hammerstein som tog med honom till New York och gav honom en roll i musikalen Golden Dawn. Han fortsatte därefter under några år sin karriär på Broadway, med framgångar i olika operetter.

### 1932–1945
Efter en kort teaterkarriär på Broadway kom Grant 1932 till Hollywood, där han filmdebuterade i Natten är vår. Sitt stora genombrott fick han redan nästa år som motspelare till Mae West i komedin Lady Lou (1933), och 1933 kom även den uppmärksammade Jag är ingen ängel. Grant spelade under 1930-talet i ett antal romantiska komedier, där hans romantiska utstrålning kombinerades med en rättfram spiritualitet. Han utvecklade en elegant och charmfullt avväpnande spelspil, och blev under 1930-talet en ledande filmstjärna i Hollywood.
Grant visade sig ha en talang för screwballkomedier, och inom denna genre kom han att utmärka sig. Under bara några år var Grant med i flera av de mest kända filmerna någonsin i denna genre; först ut var rollen som en paleontolog som tvingas hantera Katharine Hepburns leopard i Howard Hawks kritikerrosade Ingen fara på taket (1938). Därefter följde filmer som En skön historia (1940) (där han spelade tillsammans med James Stewart för första och enda gången) och Det ligger i blodet (återigen en film av Howard Hawks), där Grant och Rosalind Russell hanterar presskåren och morddömda fångar samtidigt som de i kvicka dialoger för filmen framåt.
Grant var dock inte benägen att för alltid fastna i romantiska komedier, utan visade prov på en mer dramatisk ådra i Alfred Hitchcocks Illdåd planeras (1941). Samarbetet med Hitchcock, där Grant kunde visa fram en mörkare sida av sitt skådespeleri, kom att generera några av Grants mest minnesvärda roller.
Oscar-nomineringar hade dock Grant inte fått. 1941 bröts detta mönster när Grant mottog sin första av två nomineringar för sin insats i Första gången jag såg dej. Grant bröt till viss del mot sin vanliga persona när han gjorde krigsfilmen Spionage i Tokyo (1943) men var återigen tillbaka i sina gamla screwball-skor när han medverkade i Frank Capras välkända Arsenik och gamla spetsar (1944).
Grant fick sin andra Oscar-nominering för sin roll i Blott den som längtan känt (1944).

### 1945–1960
Grant fortsatte 1946 samarbetet med Hitchcock, här i rollen som amerikansk agent som tvingar Ingrid Bergman till att spionera i Notorious!. De mer komiska och romantiska filmerna tog sedan återigen överhanden i Grants karriär; han medverkade i filmer som Night and Day (1946) (filmatisering av Cole Porters liv) och Ängel på prov (1947) (spelande en ängel som hjälper den misströstande biskopen spelad av David Niven).
I och med Jag var en manlig krigsbrud (1949) och Föryngringsprofessorn (1952) (här spelande mot Ginger Rogers och Marilyn Monroe) avslutades det fruktsamma samarbetet med Howard Hawks.

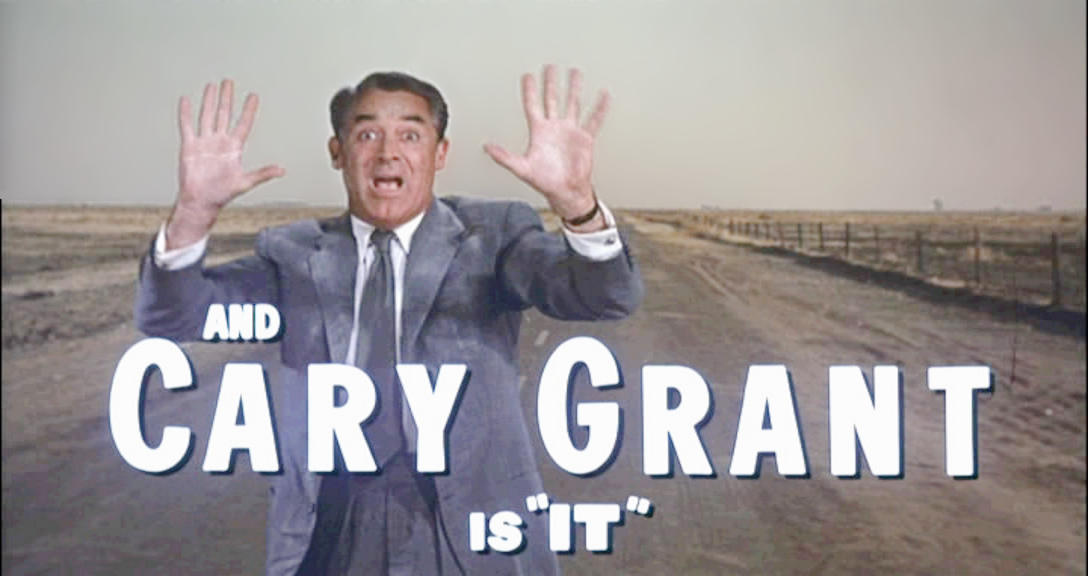
Bildruta från trailern till I sista minuten (1959).

Samarbetet med Alfred Hitchcock fortsatte; nästa film de gjorde tillsammans var Ta fast tjuven där Grant (med Grace Kelly som motspelerska) gör en före detta juveltjuv. Det var dock Hitchcocks och Grants sista film tillsammans som kom att bli höjdpunkten på samarbetet. I sista minuten (1959) är en klassisk thrillerrulle med Grant som en man som blir förväxlad med en annan. Bland annat scenen när Grant tvingas fly från ett besprutningsflygplan på en åker och den avslutande striden vid Mount Rushmore har blivit välkända sekvenser inbrända i populärkulturen.

### Senare år
Grants karriär led dock mot sitt slut; han fortsatte sin inslagna väg av lättsamma roller och släppte filmer som Operation kjoltyg (1959) och Stora Vargen anropar (1964). De som saknade hans samarbete med Hitchcock kunde glädjas åt den Hitchcockinspirerade thrillern Charade (1963).
Grants sista film blev Skynda långsamt grabben (1966) och han drog sig sedan tillbaka. Han kunde då, 62 år gammal, se tillbaka på en karriär som spände över mer än 30 år. Han fick vid pensioneringen en post i ledningen för kosmetikföretaget Fabergé.
Under sina sista år i livet åkte Grant runt i USA och höll sin "A Conversation with Cary Grant" (Ett samtal med Cary Grant), där han visade klipp från sina filmer och därefter svarade på publikens frågar. Efter ett av dessa framträdanden, i Davenport, Iowa, drabbades Grant av en stroke (29 november 1986) och han avled några timmar senare på sjukhuset, 82 år gammal.

### Privatliv och övrigt

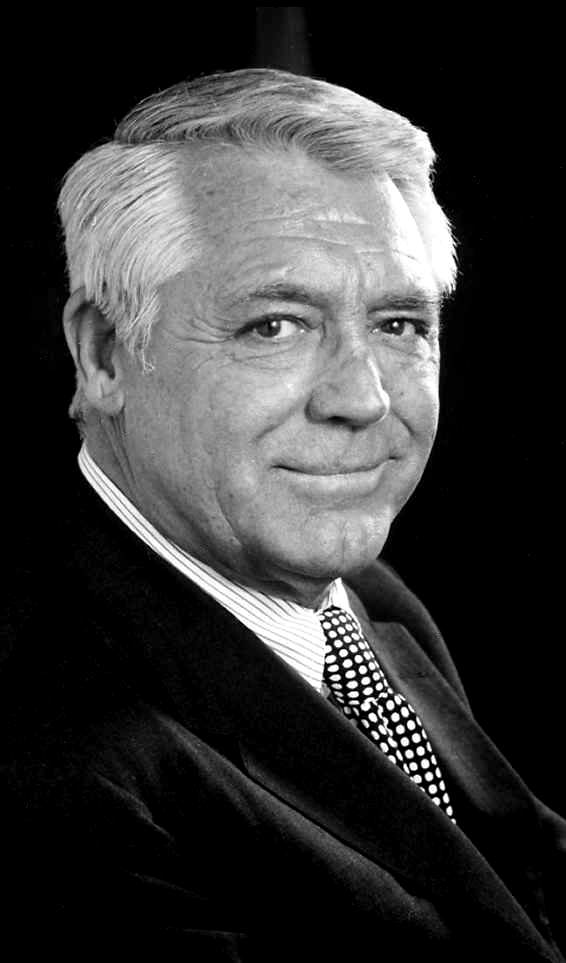
Cary Grant 1973.

Cary Grant var ett artistnamn som togs i samband med hans skådespelarkarriär i Hollywood. Han blev amerikansk medborgare 26 juli 1942 och tog då sitt artistnamn även som civilt namn.

#### Relationer
Cary Grant var gift fem gånger: 
1. Skådespelaren Virginia Cherrill 1933–1935
2. Mångmiljardären Barbara Hutton 1942–1945
3. Skådespelaren Betsy Drake 1949–1962
4. Skådespelaren Dyan Cannon 1965–1968. I sitt fjärde äktenskap blev han far för enda gången (dottern Jennifer Grant, född 1966).
5. PR-agenten Barbara Harris (född 1951) 1981 till sin död.

I en biografi utgiven 2020 avslöjas att Grant levde stora delar av sitt liv som bisexuell, med relationer både med män och kvinnor Hans improviserade filmreplik i Ingen fara på taket, där han iförd kvinnokläder utropar "Because I just went gay all of a sudden!", ses ibland som Hollywoods första öppna markering av homosexualitet. Privat har hans dotter meddelat att Grant gärna spädde på ryktena om sin homosexualitet, i en önskan att nå större intresse från tilltänkta kvinnliga moatjéer.

#### Intressen
62 år gammal gick han i pension och ägnade sig sedan åt sina hobbyer golf, penningförvaltning och cirkusforskning. Han besatt kunskaper speciellt i flygande trapets, och under tolv år i rad satt han i juryn på den berömda cirkusfestivalen i Monaco.

## Filmografi i urval
- 1932 – Madame Butterfly
- 1932 – Blonda Venus
- 1933 – Lady Lou
- 1933 – Alice i Underlandet
- 1935 – En förtjusande pojke
- 1936 – En Gentleman i London
- 1937 – Min fru har en fästman
- 1937 – De fyra äventyrarna
- 1937 – Det spökar i sta'n
- 1937 – When You're in Love
- 1938 – Ingen fara på taket
- 1938 – En friare i socitetén
- 1939 – Gunga Din - lansiärernas hjälte
- 1939 – Endast änglar ha vingar
- 1939 – Hjärter är trumf
- 1939 – Det spökar på Rivieran
- 1940 – En skön historia
- 1940 – Det ligger i blodet
- 1940 – En hjälte i Virginia
- 1940 – Min favorithustru
- 1941 – Illdåd planeras?
- 1941 – Första gången jag såg dej...
- 1942 – Baronessan går under jorden
- 1942 – Han kom om natten
- 1943 – Spionage i Tokyo
- 1943 – Hasardspelaren
- 1944 – I storstadens djungel
- 1944 – Blott den som längtan känt...
- 1944 – Arsenik och gamla spetsar
- 1946 – Night and Day
- 1946 – Notorious!
- 1947 – Ängel på prov
- 1947 – Jag såg honom först!
- 1948 – Gift er flickor
- 1948 – Villervallavillan
- 1949 – Jag var en manlig krigsbrud
- 1950 – Operation X
- 1951 – Vad ska folk säja?
- 1952 – Trångt om saligheten
- 1952 – Föryngringsprofessorn
- 1953 – Drömhustrun
- 1955 – Ta fast tjuven!
- 1957 – Kyss dom från mej
- 1957 – Stolthet och passion
- 1957 – Allt om kärlek
- 1958 – Dadda för tre
- 1958 – Indiskret
- 1959 – I sista minuten
- 1959 – Operation kjoltyg
- 1960 – Lek på annans gård
- 1962 – Älskling, jag ger mig
- 1963 – Charade
- 1964 – Stora Vargen anropar
- 1966 – Skynda långsamt grabben

## Utmärkelser

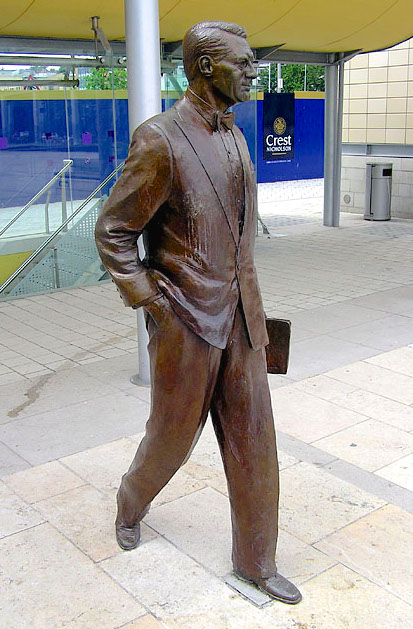
Grants staty i Bristol, England.

Årtalet inom parentes är när priset delades ut
- Oscar - Hedersoscar för: "For his unique mastery of the art of screen acting with the respect and affection of his colleagues." (1970)
- Oscar - nominering för bästa manliga huvudroll i Första gången jag såg dig (1941)
- Oscar - nominering för bästa manliga huvudroll i Blott den som längtan känt (1945)
- Asteroiden 9342 Carygrant[7]